# Stolniki
Stolniki – wieś w Polsce położona w województwie łódzkim, w powiecie rawskim, w gminie Cielądz.
Wieś szlachecka położona była w drugiej połowie XVI wieku w powiecie bielskim ziemi rawskiej województwa rawskiego. W latach 1975–1998 miejscowość administracyjnie należała do województwa skierniewickiego.

## Zabytki
Według rejestru zabytków Narodowego Instytutu Dziedzictwa na listę zabytków wpisany jest obiekt:
- aleja, koniec XIX w., nr rej.: 584 z 19.05.1982